# 相互依存論
相互依存論（そうごいぞんろん　interdependence）とは、経済問題の政治化が進んだ1970年代に登場した国際政治学の主要理論であり、主にリベラリズムの観点から主張された。

## コヘインとナイの複合的相互依存論
ジョセフ・ナイとロバート・コヘインは、共著 Power and Interdependence（権力と相互依存） (1977).で「複合的相互依存」を提唱した。ここで彼らが定義する複合的相互依存とは狭い意味での相互依存論であるといえる。その特徴として
1. 国際関係における結合の多元性(単なる国家政府間の繋がりに加え、個々人間の繋がり、国際企業・国際機関の発達等が生まれてきたことを意味する)
2. 国際政治における争点序列の不在
3. 国際紛争の多元化に伴う国家軍事力の相対化

を述べている。
そもそもの相互依存の定義は、「物や情報が国境を越えて相互に依存しあう過程」であるが、今日では一般に各国同士の政治的・経済的・軍事的依存の深化を意味する言葉として用いられている。
相互依存が深まるほど一国の敏感性や有事の際の脆弱性が高まるため、長期的には国際武力紛争の防止に繋がる。他方、短期的な視点からすれば、各国の対外政策において合理的な手段が必ずとられるというわけではないことから、相互依存は必ずしも紛争防止には繋がらない、ということには注意する必要がある。また、互いの国同士の依存度もそれぞれ違う（例えば軍事面における日米の相互依存度合を考えてみればよい）ことから、武力紛争に訴える点での非合理性の度合いも各国によって違う。